# Альфредо Перес
Альфредо Перес (ісп. Alfredo Pérez, 10 квітня 1924 — 23 серпня 1994) — аргентинський футболіст, що грав на позиції захисника.
Виступав, зокрема, за «Рівер Плейт», з яким став п'ятиразовим чемпіоном Аргентини, а також національну збірну Аргентини, у складі якої був учасником чемпіонату світу.

## Клубна кар'єра
У дорослому футболі дебютував 1949 року виступами за команду «Росаріо Сентраль», в якій провів два сезони, взявши участь у 42 матчах чемпіонату.
1951 року перейшов до клубу «Рівер Плейт», за який відіграв десять сезонів. Більшість часу, проведеного у складі «Рівер Плейта», був основним гравцем захисту команди. За цей час п'ять разів виборював титул чемпіона Аргентини. Завершив професійну кар'єру футболіста виступами за команду «Рівер Плейт» у 1960 році.

## Виступи за збірну
1957 року дебютував в офіційних матчах у складі національної збірної Аргентини. Протягом кар'єри у національній команді, яка тривала 2 роки, провів у її формі 3 матчі.
У складі збірної був учасником чемпіонату світу 1958 року у Швеції, але на поле не виходив.
Помер 23 серпня 1994 року на 71-му році життя.

## Титули і досягнення
- Чемпіон Аргентини (5):

«Рівер Плейт»: 1952, 1953, 1955, 1956, 1957